# XXXVI Festival Internacional de la Canción de Viña del Mar
El XXXVI Festival de la Canción de Viña del Mar o simplemente Viña '95, se realizó del 8 al 13 de febrero de 1995 en el anfiteatro de la Quinta Vergara, en Viña del Mar, Chile. Fue transmitido por Megavisión y fue animado por Antonio Vodanovic acompañado de varias animadoras cada noche, entre las que se cuentan Bárbara Palacios, Karina Rivera, Sofía Vergara, Teresa Kalandra, Montserrat Oliver y Cecilia Bolocco. 

## Antecedentes
La 36.ª versión del Festival Internacional de la Canción de Viña del Mar corresponde al segundo festival transmitido por Megavisión. Los primeros nombres fueron entregados por el alcalde Jorge Santibáñez en diciembre de 1994, junto con las canciones en competencia.
Luego, parte de la programación fue entregada el día 20 de enero de 1995 en una rueda de prensa encabezada por el mismo edil viñamarino, y el director ejecutivo de Megavisión, Alfredo Escobar, junto con los concejales Juan Luis Trejo y Luis Parot. Entre los primeros nombres, se había anunciado al cantante Cristián Castro, sin embargo se bajó a los pocos días.

## Preselección chilena
La preselección de la canción que representaría al país en aquel festival se realizó mediante un estelar titulado "Una canción para Chile", realizado el día 9 de enero de 1995 desde el Casino de Viña del Mar y transmitido por Megavisión.
Contó con la conducción de Antonio Vodanovic y la presencia como invitada musical de Daniela Mercury.

### Participantes
| Título                                         | Autor                            | Intérprete      | Lugar     |
| ---------------------------------------------- | -------------------------------- | --------------- | --------- |
| Si tú te vas                                   | Cristián Fissone y René Calderón | Josse           | Ganador   |
| Convéncete                                     | Alejandro Afani                  | Ximena Reyes    | Finalista |
| Cuándo los niños                               | Sofía Abarca                     | Sofía Abarca    | Finalista |
| Anoche me dormí contigo                        | Wildo                            | Wildo           | Finalista |
| Detrás de la pared                             | Santiago Retti                   | Santiago Retti  | Finalista |
| Perdona por favor                              | Carlos Larenas                   | Gipsy Romero    | Finalista |
| Me persigue el muerto                          | Jaime Ciero y Pedro Cortés       | Pepe Reggae     | Finalista |
| Besa su bulbo raquídeo                         | Florcita Motuda                  | Florcita Motuda | Finalista |
| Fuente: Revista TVyNovelas Chile y El Mercurio |                                  |                 |           |

### Jurado
| Nombre               | Rol                                                                    |
| -------------------- | ---------------------------------------------------------------------- |
| Roberto Trujillo     | Director de orquesta                                                   |
| Ricardo Arancibia    | Músico de la V Región                                                  |
| Roberto Vander       | Cantante y actor                                                       |
| Ana Rosa Romo        | Periodista, presidenta de la Asociación de Periodistas de Espectáculos |
| Gaspar Domínguez     | Periodista de Megavisión                                               |
| Orlando Walter Muñoz | Crítico de la V Región                                                 |
| Fuente: El Mercurio  |                                                                        |

## Desarrollo

### Día 1 (miércoles 8)
- Ricardo Arjona
- Patricia Manterola
- Keko Yunge
- Inner Circle

### Día 2 (jueves 9)
- Marie Claire D'Ubaldo
- Alejandra Guzmán
- Jappening con ja (humor)
- Los Pericos

### Día 3 (viernes 10)
- Los Iracundos
- La Cuatro (humor)
- Big Mountain
- La Ley

### Día 4 (sábado 11)
- Lucio Dalla
- Paulo Iglesias (humor)
- King África

### Día 5 (domingo 12)
- Jovanotti
- El Pampero (humor)
- Buddy Richard
- Aleste
- Yuri
- Final Competencia Folclórica

### Día 6 (lunes 13)
- Ana Gabriel
- Eduardo Palomo
- Pablo Abraira
- Final Competencia Internacional
- José Luis Rodríguez "El Puma"
- Yolo Aventuras

Referencias: 

## Anécdotas
- En este festival uno de los vocalistas del grupo chileno Aleste, Rodrigo Espinoza, inicia una relación con la cantante mexicana Yuri, que se mantiene hasta el día de hoy.
- El elenco del Jappening con Ja protagoniza una polémica, debido a que una periodista en su conferencia de prensa, trató a los humoristas de "burdos", lo que originó una acalorada discusión entre ambas partes.
- Se eliminan la sección de cuerdas (violines, violas, violonchelos, arpas) y algunos vientos (flautas traversas, clarinetes, oboes) de la orquesta del festival, siendo reemplazados por un set de cuatro tecladistas.

## Jurado Internacional
- Patricia Manterola
- Cristián Bustos
- Marie Claire D'Ubaldo
- Leo Caprile
- Bárbara Palacios
- Patricio Esquivel
- Kathleen Kinmont
- Pablo Abraira
- Buddy Richard
- Scottie Scott
- Eduardo Palomo

## Jurado Folclórico
- Margot Loyola
- Guillermo Rifo
- Osvaldo Cádiz
- Rosario Salas
- Pedro Messone

## Competencias
Internacional:
- 1.er lugar:  Chile, Si tú te vas, de Cristián Fissore y René Calderón, interpretada por Josse.[9]
- Mejor intérprete: Fato,  México.

Folclórica:
- 1.er lugar: María Leonor Lucía, escrita e interpretada por Magdalena Matthey.

## Audiencias
Las seis noches del Festival de Viña '95 tuvieron un promedio general de 25,9 puntos de rating, quedando 1,4 por debajo del promedio de la edición anterior. 
| Día           | Rating |
| ------------- | ------ |
| 8 de febrero  | 26,7   |
| 9 de febrero  | 26,9   |
| 10 de febrero | 25,1   |
| 11 de febrero | 23,3   |
| 12 de febrero | 23,6   |
| 13 de febrero | 29,9   |

## Programas satélites

### Canales oficiales
- Acompáñeme al festival (entrevistas, Megavisión)
- Interferencia, tu hora total (juvenil, Megavisión)
- No te pierdas el Festival (entrevistas, Megavisión)
- Meganoticias (noticiero, Megavisión)

## Transmisión internacional
- Brasil: SBT[11]
- Colombia: Canal A
- Argentina: Argentina Televisora Color
- Perú: América Televisión
- México: Canal de las Estrellas
- Venezuela: Venevisión
- Estados Unidos: Univision
- Puerto Rico: WAPA-TV